# Gabriel Horn
Gabriel Horn (9 décembre 1927 - 2 août 2012) est un neuroscientifique britannique et professeur de sciences naturelles (zoologie) à l'Université de Cambridge. Ses recherches portent sur les mécanismes neuronaux de l'apprentissage et de la mémoire.

## Jeunesse
Horn est né le 9 décembre 1927. Il fréquente l'école technique Handsworth à Handsworth, Birmingham. Il quitte l'école à 16 ans pour travailler dans l'atelier de ses parents et étudie à temps partiel pour un certificat national en génie mécanique. Il sert dans la Royal Air Force avant d'étudier pour un baccalauréat en médecine, un baccalauréat en chirurgie à l'Université de Birmingham.

## Carrière académique
Il occupe son premier poste universitaire en 1956 au Département d'anatomie de l'Université de Cambridge en tant que démonstrateur en anatomie. Il devient maître de conférences puis lecteur, avant de devenir professeur d'anatomie à l'université de Bristol en 1974. En 1975, alors qu'il est à Bristol, il obtient son diplôme de DSc. En 1977, il retourne à Cambridge pour diriger le département de zoologie. Il prend sa retraite en 1995 et est nommé professeur émérite. Il est maître du Sidney Sussex College, Cambridge de 1992 à 1999 et vice-chancelier adjoint de l'université de 1994 à 1997,. Il reste membre du Sidney Sussex College après 1999 jusqu'à sa mort; il a auparavant été membre du King's College de Cambridge et est élu membre à vie en 1999.
Il est élu membre de la Royal Society en 1986 recevant leur médaille royale en 2001. Il reçoit un doctorat honorifique en sciences de l'Université de Birmingham en 1999 et de l'Université de Bristol en 2003. Il est fait chevalier dans les honneurs du Nouvel An 2002 " pour ses services à la neurobiologie et à l'avancement de la recherche scientifique".